# Wilberforce Institute for the Study of Slavery and Emancipation

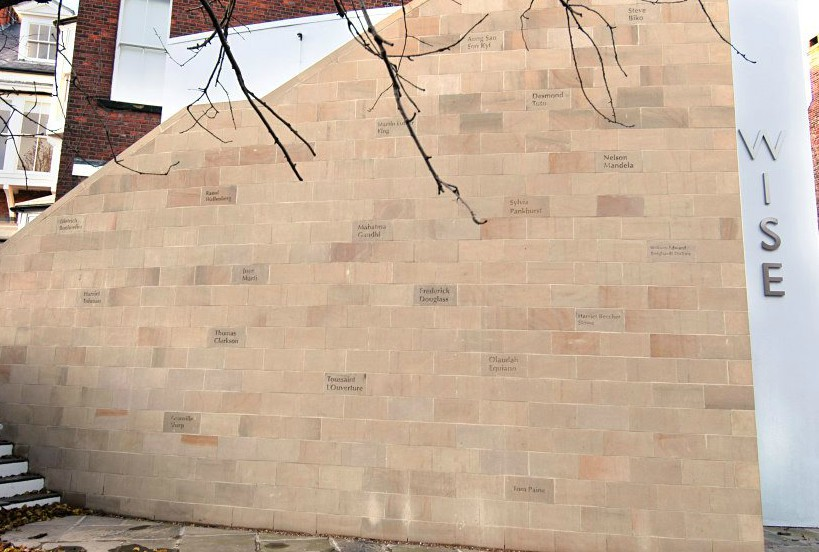
Die 'Wise Humanitarian Wall' vor dem Institut

Das Wilberforce Institute for the Study of Slavery and Emancipation ist ein englisches Forschungszentrum zur Sklaverei in Vergangenheit und Gegenwart an der University of Hull in Kingston upon Hull.

## Geschichte

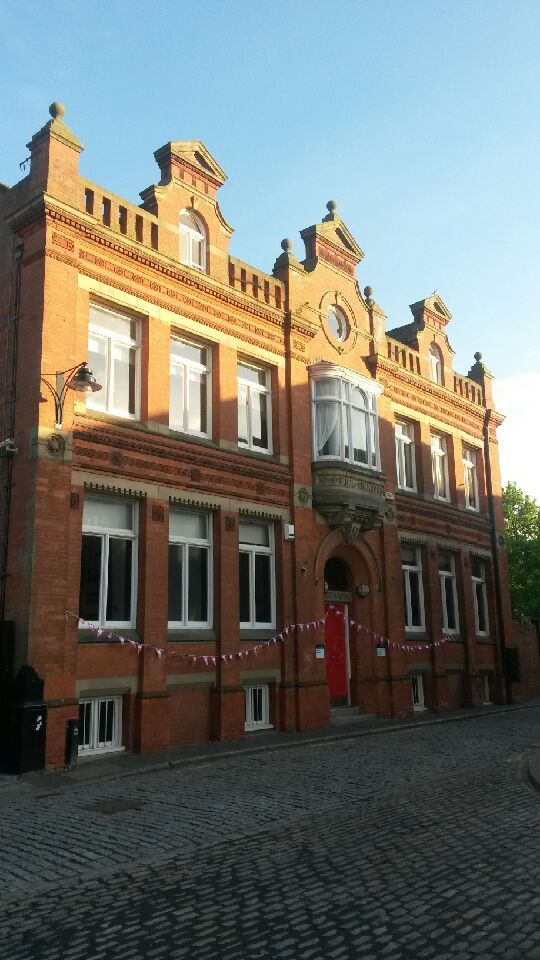
Oriel Chambers

Das Wilberforce Institute for the Study of Slavery and Emancipation wurde offiziell 2006 eröffnet, unter dem Patronat des Vorkämpfers gegen den Rassismus Erzbischof Desmond Tutu. Bei der Eröffnung wirkte auch der Expräsident Ghanas John Agyekum Kufuor mit. Hintergrund waren die geplanten Feiern zum 200. Jahrestag des Slave Trade Act 1807, an dem der Abolitionist William Wilberforce aus Hull großen Anteil hatte.
Zu den Aufgaben gehört die Erforschung des internationalen Sklavenhandels in der Geschichte, aber auch des Fortbestands von Sklaverei heute. Es unterhält akademische Beziehungen zu den Universitäten von Yale, Harvard and Stanford. Verbindungen bestehen auch zu Freetown in Sierra Leone.  Das Institut ist untergebracht im historischen Oriel Chambers Haus, neben dem historischen Haus von Wilberforce. Gründungsdirektor war der Historiker David Richardson.

### Wilberforce Institute's Humanitarian Wall
Die Mauer Wilberforce Institute's 'Humanitarian Wall erinnert an bedeutende Vorkämpfer gegen die Sklaverei. 